# Illinois Fighting Illini football
La squadra di football degli Illinois Fighting Illini rappresenta l'Università dell'Illinois - Urbana-Champaign. I Rebels competono nella Football Bowl Subdivision (FBS) della National Collegiate Athletics Association (NCAA) e nella Big Ten Conference (SEC). La squadra ha vinto cinque titoli nazionali, l'ultimo dei quali nel 1951.

## Titoli

### Titoli nazionali
| Anno             | Allenatore       | Selettore                                                                         | Record | Bowl        |
| 1914             | Bob Zuppke       | Parke H. Davis                                                                    | 7-0-0  |             |
| 1919             | Bob Zuppke       | Billingsley, Boand, Football Research, Parke H. Davis                             | 6-1-0  |             |
| 1923             | Bob Zuppke       | Boand, Football Research, Helms, National Championship Foundation, Parke H. Davis | 8-0-0  |             |
| 1927             | Bob Zuppke       | Billingsley, Dickinson, Helms, National Championship Foundation, Parke H. Davis   | 7-0-1  |             |
| 1951             | Ray Eliot        | Boand                                                                             | 9-0-1  | V Rose Bowl |
| Titoli nazionali | Titoli nazionali | Titoli nazionali                                                                  | 5      | 5           |

## Numeri ritirati
| Numeri ritirati dagli Illinois Fighting Illini |             |       |         |
| N.                                             | Giocatore   | Ruolo | Anni    |
| 50                                             | Dick Butkus | LB    | 1962-64 |
| 77                                             | Red Grange  | HB    | 1923-25 |

## Membri della College Football Hall of Fame

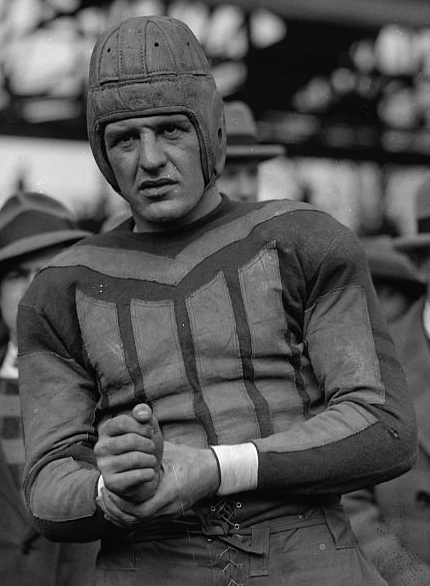
L'Hall of Famer Red Grange

- Alex Agase (Guardia, 1941–1942; 1946)
- Bob Blackman (Capo-allenatore, 1971–1976)
- Al Brosky (Safety, 1950–1952)
- Dick Butkus (Centro/Linebacker, 1962–1964)
- Chuck Carney (End, 1918–1921)
- J.C. Caroline (Halfback, 1953–1954)
- Jim Grabowski (Fullback, 1963–1965)
- Red Grange (Halfback, 1923–1925)
- Ed Hall (Capo-allenatore, 1892–1893)
- Bart Macomber (Halfback, 1914–1916)
- Bernie Shively (Guardia, 1924–1926)
- David Williams (Wide Receiver, 1983–1985)
- George Woodruff (Capo-allenatore, 1903)
- Claude "Buddy" Young (Halfback, 1944, 1946)
- Bob Zuppke (Capo-allenatore, 1913–1941) [2]

## Membri della Pro Football Hall of Fame
- Red Grange, Classe del 1963
- George Halas, Classe del 1963
- Hugh "Shorty" Ray, Classe del 1966
- Ray Nitschke, Classe del 1978
- Dick Butkus, Classe del 1979
- Bobby Mitchell, Classe del 1983[3]